# Tilman Pfau
Tilman Pfau (* 25. Juli 1965 in Bad Cannstatt) ist ein deutscher Physiker.

## Leben
Pfau begann 1986 Physik an der Universität Konstanz zu studieren, erhielt 1992 sein Diplom und promovierte dort 1994 bei Jürgen Mlynek. Anschließend war er als Gastwissenschaftler unter anderem an der ENS in Paris bei Claude Cohen-Tannoudji und am MIT bei Wolfgang Ketterle tätig. 1998 habilitierte er in Konstanz zum Thema „Licht in der Atomoptik“. Seit 2000 ist er Professor an der Universität Stuttgart und leitet dort das 5. Physikalische Institut. Seither hatte er Gastprofessuren in Helsinki, Peking, Toronto und Cambridge.
2010 wurde er zum Fellow der American Association for the Advancement of Science gewählt und 2014 wurde er Fellow der American Physical Society. 2011 wurde er durch einen Advanced Investigator Grant des European Research Councils ausgezeichnet und im Jahre 2014 mit dem Gentner-Kastler Preis der Société Française de Physique und der DPG. 2017 erhielt er den Herbert-P.-Broida-Preis. 2023 wurde er mit dem von Toptica Photonics gesponserten Senior BEC Award ausgezeichnet.
Er ist Mitbegründer und  Direktor des Zentrums für Integrierte Quantenwissenschaft und -technologie IQST. Er hat 12 Jahre lang einen Sonderforschungsbereich (SFB/TR21) geleitet und ist Sprecher eines DFG-Schwerpunktprogramms (SPP1929).

## Forschung
Pfau beschäftigt sich mit experimentellen Forschung auf dem Gebiet der ultrakalten Quantengase mit starken Dipol-Dipol-Wechselwirkungen. Dazu gehören magnetische dipolare Gase als auch Rydberg-Gase. So gelang seiner Forschungsgruppe 2005 die Bose-Einstein-Kondensation von Chrom-Atomen und damit erstmals ein Bose-Einstein-Kondensat mit starker dipolarer Wechselwirkung (durch das große magnetische Moment der Chrom-Atome). 2009 konnte er mit seinem Team erstmals einen neuen Molekülbindungstypen nachweisen, die sogenannten „Trilobiten-Moleküle“, die sich aus einem Rydbergatom und einem Grundzustandsatom bilden und extrem große Abstände zwischen den beiden Kernen und eine an den Namensgeber erinnernde Elektronendichteverteilung aufweisen. 2019 wies seine Forschungsgruppe einen suprasoliden Zustand nach, einschließlich der entsprechenden Goldstone-Mode als kollektive Anregung.